# Percy Gothein

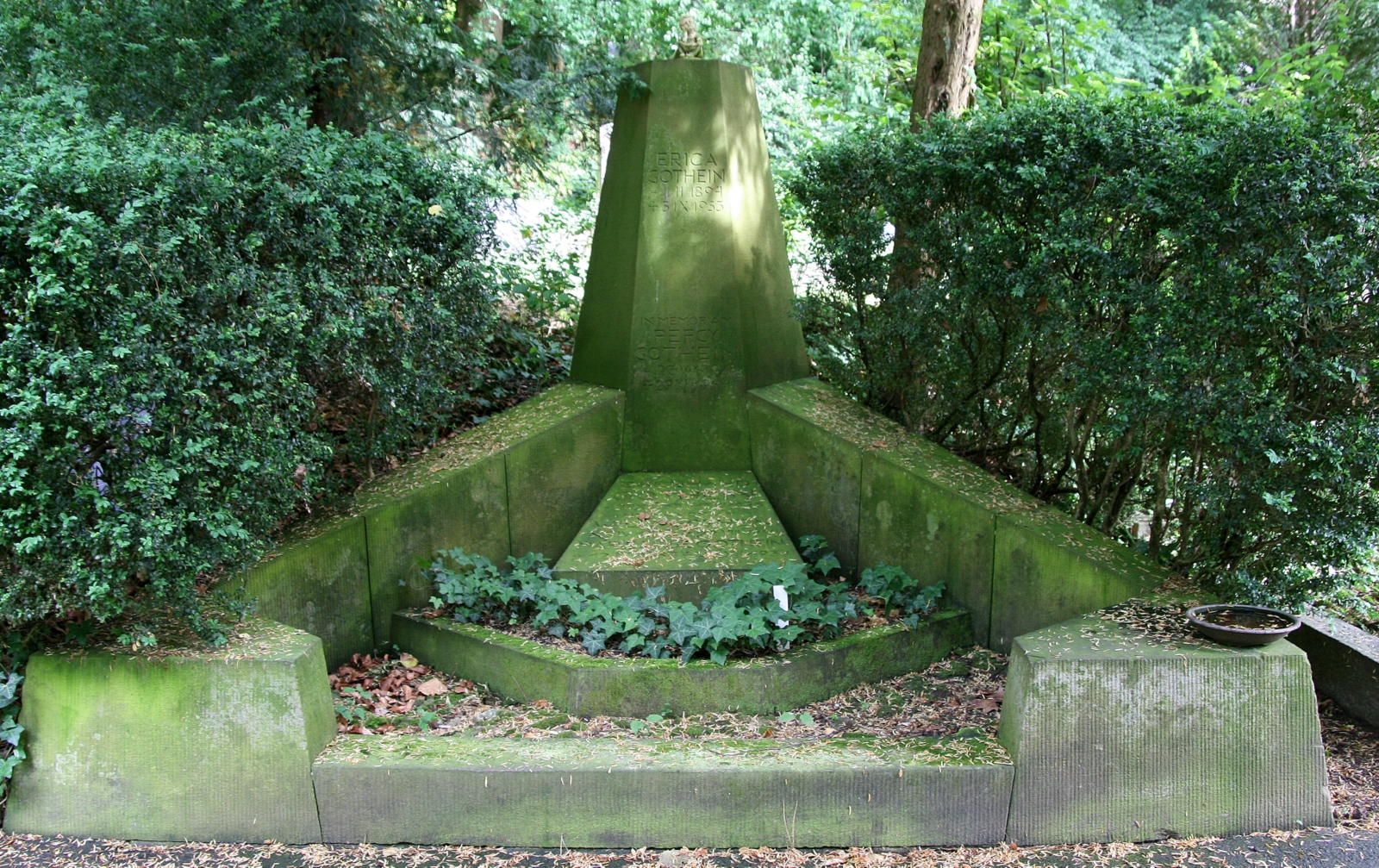
Grab in Heidelberg

Percy Paul Heinrich Gothein (* 22. Mai 1896 in Bonn; † 22. Dezember 1944 im KZ Neuengamme) war ein deutscher Schriftsteller und Renaissanceforscher.

## Leben
Percy Gothein war ein Sohn des Nationalökonomen Eberhard Gothein und dessen Ehefrau Marie Luise Gothein, geb. Schroeter, sowie ein Neffe des Politikers Georg Gothein. Er lebte zunächst in Bonn, dann in Heidelberg. Hier fiel er 1910 dem berühmten Dichter Stefan George auf der Straße auf. Es kam zu mehreren Begegnungen, im Mai 1911 durfte Gothein George sogar in dessen Heimat Bingen besuchen. Gothein geriet nun immer mehr in den Bann von Dichtung und Persönlichkeit Georges. Er führte ein Tagebuch über die Begegnungen mit dem Dichter und wurde schließlich 1914 das erste Mal zu einer privaten Lesung eingeladen – er durfte sich nunmehr als Vertrauter fühlen.
Nach dem Abitur nahm Gothein als Freiwilliger am Ersten Weltkrieg teil und wurde 1915 durch einen Kopfschuss verletzt. Aus dem Kriegsdienst entlassen, studierte er zunächst Philosophie an den Universitäten von Heidelberg, Berlin und Göttingen, dann Romanistik bei Karl Vossler in München. Anlässlich eines Pfingsttreffens vom 7. bis zum 9. Juni 1919, zu dem Stefan George erstmals nach dem Ersten Weltkrieg nach Heidelberg eingeladen hatte, wurde Gothein schließlich gemeinsam mit Erich Boehringer und Woldemar von Uxkull auch „offiziell“ in den George-Kreis aufgenommen. Im George-Kreis war sein Spitzname „Peter“. Nachdem seine Dissertation in München abgelehnt worden war, weil „die übliche äußere Form einer solchen Arbeit nicht gewahrt“ sei, beendete er das Studium 1923 bei Leonardo Olschki in Heidelberg. Seine Dissertation trug den Titel Die antiken Reminiscenzen der Chansons de geste.
Der Beginn der Freundschaft mit Wolfgang Frommel und die Bildung eines gemeinsamen Freundeskreises, der sich dem Geiste Georges verpflichtet fühlte, veranlassten Gothein, 1923/24 in Berlin und Wertheim ein etwa 450 Seiten starkes (nur in Auszügen in der Zeitschrift Castrum Peregrini veröffentlichtes) Typoskript abzuschließen, das im Kreis meist als „Opus Petri“ tituliert wurde. Es sollte als Erinnerungsbuch das im George-Kreis herrschende Verständnis von Entwicklung und Erziehung durch Dichtung erläutern. Doch dann trennte sich George von ihm – wohl auch, weil Gothein mit seiner Homosexualität zu offen umging. Abschließend soll George bemerkt haben, Gothein habe wohl „zu lange in die Sonne geschaut […] und [taumle] darum geblendet durch die Straßen. Er habe sich an ihm [George] blind gesehen und darüber den Blick für die Wirklichkeit verloren“. Nachdem Gothein George aber 1931 zu sich nach Bonn eingeladen hatte, soll dieser darüber „außerordentlich gelacht“ haben, und es sei „alles verziehen“ gewesen. Diese enge Bindung Gotheins an George war wiederum Wolfgang Frommel in seiner Freundschaft zu Gothein sehr wichtig: Frommel, der das Castrum Peregrini als Nachfolgekreis des George-Kreises verstanden wissen wollte, hatte selbst nicht mit George in Kontakt gestanden. Ihm diente Gothein und seine Freundschaft zu ihm als Beweis für eine direkte Linie zwischen den beiden Kreisen. Gotheins Aufzeichnungen aus der Zeit mit Stefan George, das sogenannte Opus Petri, wurde in Amsterdam wie ein Schatz gehütet und nicht herausgegeben.
Ein erstes Habilitationsvorhaben zu Dante führte zu keinem Ergebnis. Deshalb lehrte Gothein 1926 an der Odenwaldschule, bevor er als wissenschaftlicher Assistent am Romanischen Seminar der Universität Bonn und dann bei Leo Spitzer an der Universität zu Köln arbeitete. Seine Habilitationsschrift über Guarino Veronese und Francesco Barbaro, italienische Gelehrte des 15. Jahrhunderts, wurde nicht angenommen. Trotzdem veröffentlichte er seine Untersuchung 1932 im Verlag Die Runde, den er zwei Jahre zuvor mit Edwin Maria Landau und Wolfgang Frommel in Berlin gegründet hatte. Für den Historiker Stephan Schlak ist Gotheins gescheiterte Karriere exemplarisch für eine ganze Generation:

„Aber gerade sein akademisches Scheitern macht Percy Gothein zu einem lohnenden Forschungsgegenstand. Scheitern ist der große Topos der zwanziger Jahre. Enttäuschte Hoffnungen, gescheiterte Erwartungen waren in der Umbruchphase der Zwischenkriegszeit ein Massenphänomen. In Percy Gotheins stecken gebliebener Karriere spiegelt sich eine junge „überflüssige“ Generation, die nach dem Krieg auf den überfüllten Arbeitsmarkt drängte.“

Gothein übersetzte Francesco Barbaros Buch von der Ehe und schrieb 1934–1935 an einem längeren Text über Die Rangstufen in der Welt Stefan Georges. Anfangs „leicht angebräunt“, bekam er in der Zeit des Nationalsozialismus wegen der Abstammung seines Vaters bald Schwierigkeiten; außerdem wurde mehrmals aufgrund des Paragraphen 175, der Homosexualität unter Strafe stellte, gegen ihn ermittelt, bis er schließlich Berlin verließ. Auf dem Motorrad durchquerte er weite Teile Deutschlands, der Schweiz und Italiens. Ein Freund beschrieb eine Reise mit Gothein: „Für Percy war das Motorradfahren eine Leidenschaft; er erklärte, es habe etwas ‚Mythisches‘. [… Auf Percys Maschine] zitterte ich. Er nahm die Hand von der Lenkstange, hielt sie vor den Mund und rief einem über die Schulter zu: ‚Wenn wir jetzt stürzen, bleibt nur noch ein Fettfleck übrig!‘“ Er lebte dann längere Zeit in Italien, vor allem in Venedig und von 1937 bis 1943 in Florenz. In dieser Zeit arbeitete er über Zacharias Trevisan, das staatsmännische Vorbild Francesco Barbaros, und dessen Schüler Ludovico Foscarini.
Nach einem Besuch in Frommels Castrum Peregrini in Amsterdam im November 1943 kam er im Februar 1944 – auch „im Auftrag des deutschen Widerstands“ bzw. des Kreisauer Kreises, dem Theodor Haubach angehörte – erneut nach Amsterdam. Dieser Besuch ist vielfach verbürgt, die Verbindung Gotheins zum Kreisauer Kreis – trotz seiner Freundschaft zu Theodor Haubach – dagegen weniger. Schon Ulrich Raulff hatte daran Zweifel angemeldet, und auch im 2016 in zweiter Auflage erschienenen Buch Stefan George und sein Kreis spricht man vorsichtig von Gotheins „nicht endgültig erwiesenen Verbindungen zum Widerstand (Kreisauer Kreis, indirekt auch zur Verschwörung um Stauffenberg)“.
Während dieses letzten Aufenthalts in Amsterdam erschien 1944 Gotheins Gedicht Tyrannis, das Tyrannenmord und Freundesethos zum Thema hat und deshalb als schon 1939 erschienene Übertragung eines gewissen Peter von Uri aus dem Griechischen getarnt wurde.
Percy Gothein reiste am 25. Juli 1944 nach Ommen zu jugendlichen Freunden. „In der Nacht [nach der Ankunft], Percy und Simon schliefen schon, klopfte es. Die Polizei bat um die Ausweise der Neuangekommenen. Die Papiere seien am Morgen auf der Bürgermeisterei wieder abzuholen. Percys deutscher Pass war in Ordnung, der Anlass seiner Reise legitim. Er drehte sich um und schlief wieder ein. Aber er hatte die erhöhte Wachsamkeit unterschätzt, die in den Tagen nach dem 20. Juli einsetzte und sich zum ersten Mal ganz besonders auf Deutsche richtete. […] Eine halbe Stunde später wurde wieder geklopft, diesmal heftig und mit Tritten gegen die Tür. Der Kommandant des Lagers ‚Erika‘ war selber im Auto vorgefahren.“ Gothein, Vincent Weyand und Simon van Keulen wurden verhaftet und kamen zunächst ins niederländische Lager Kamp Erika. „Der halbjüdische Vincent Weijand wurde zuerst ins KZ Bergen-Belsen und dann ins KZ Buchenwald transportiert, wo er am 22. Februar 1945 im Alter von 23 Jahren starb. […] Simon Van Keulen, den Gisèle im Lager Erika mit Hilfe von viel Bluff und Tapferkeit besuchen konnte, gelang es gegen alle Widerstände zu entkommen. Er sprang aus dem Zug, der ihn nach Deutschland transportierte, und konnte in die Herengracht 401 zurückkehren, wo er den Rest der Kriegsjahre verbrachte.“ Percy Gothein kam vom Kamp Erika aus in das KZ Sachsenhausen und schließlich am 16. Oktober 1944 als politischer Häftling in das KZ Neuengamme, wo der große, kräftige Mann schon zwei Monate später umkam.
Die Geschichte dieser Verhaftungen ist auch Gegenstand von Legenden. Das beginnt schon bei der Schilderung der Gründe, die zu den Verhaftungen geführt haben.

„Über Anlass und Hergang der Verhaftung gibt es unterschiedliche Berichte. Die offizielle Version geht davon aus, dass Gotheins Verhaftung mit seiner Verbindung zum Kreisauer Kreis und Stauffenberg zusammenhängt. Das Zeugnis, auf dem sie beruht, stammt von dem Niederländer F.C. Gerretson, der 1917 bei Gotheins Vater promoviert hatte und inzwischen Professor in Utrecht war. Chris Dekker, der ihn nach dem Kriege, 1945, aufsuchte, erfuhr von Gerretson, dass Gothein damals zu ihm gekommen sei, um über einen geheimen Sender, über den Gerretson verfügte (oder von dem Gothein immerhin annahm, dass er darüber verfügte), eine Botschaft des deutschen Widerstands mit dem Vorschlag eines Separatfriedens zu übermitteln (Herzer 2003). Diese Version hat Claus Bock übernommen, der übrigens auch mitteilt, dass Frommel und seine Freunde von diesem geheimen Auftrag erst nach dem Kriege hörten, aber wohl wussten, dass Theodor Haubach für Gotheins Reiseerlaubnís gesorgt hatte (Bock 1985:96ff, 92). Wie Haubach dergleichen regeln konnte, bleibt undeutlich.“

Wie oben schon erwähnt, für diese „politische Lesart“ gibt es keine oder nur vage Belege, wodurch eine zweite Lesart an Bedeutung gewinnt:

„Cordan, der im Sommer 1944 ebenfalls in Ommen wohnte und homosexuelle Neigungen hatte, notiert am 30. Juli eine andere Version in seinem Tagebuch: Gothein sei ‹in flagranti ertappt› und verhaftet worden, ‹mit ihm zwei Knaben – deren einer im wahrsten Sinne des Wortes das corpus delicti war.› (Cordan 2003a:13) Allerdings klingt Cordans Rede von "Knaben" an dieser Stelle tendenziös, da Simon van Keulen 18jährig, Vincent Weyand 22jährig war. Zu Cordans Aussage könnte der Umstand passen, dass Gothein seit 1935 mehrmals wegen ‹widernatürlicher Unzucht› ins Visier der Berliner Polizei und der Gestapo geriet, übrigens ohne dass es zu einer Verurteilung oder auch nur zu einem Prozess gekommen wäre.“

Dass diese letzte Version nicht aus der Luft gegriffen ist, ergibt sich unter anderem daraus, dass Simon van Keulen sie später zumindest teilweise bestätigt hat. In einem Gespräch hat er zwar „mit Nachdruck bestritten, ‹in flagranti› mit Percy ertappt worden zu sein, aber hinzugefügt, es habe in dem kleinen Häuschen eben nur ein einziges Bett gegeben.“ Keilson-Lauritz erwähnt allerdings auch, dass Wolfgang Cordan seine Version nur in seinem Tagebuch niedergeschrieben hatte, und sie später nicht wiederholte. „In seiner Autobiografie, in der die Ereignisse in Ommen unerwähnt bleiben, spricht Cordan über Gothein – dem er in seinem Tagebuch eher kritisch gegenübersteht – voller Respekt: Er wurde ‹durch inhumane Deutsche in einem Vertilgungslager getötet. […] Er hasste Deutschland nicht, er litt um Deutschland›.“ Francesca Rheannon, die Tochter von Mietern in der Herengracht 401 während der Zeit der deutschen Besatzung, tendiert gleichwohl zu der von Cordan überlieferten Version und bringt zudem noch eine mögliche Denunziation ins Spiel. Auch Bock hatte schon angedeutet, dass Gothein und seine Begleiter bei ihrer Ankunft in Ommen „den Einwohnern des Reihendorfs und der eher deutschfeindlichen holländischen Gendamerie“ aufgefallen sein mussten und Gotheim nach dem ersten Polizeibesuch die Wachsamkeit der Gendarmen nach den Ereignissen des 20. Julis wohl unterschätzt haben könnte.
1945 erschien erstmals in einer Auflage von 400 Exemplaren in Amsterdam eine Publikation unter dem Namen Castrum Peregrini. Es war ein Gedächtnisbuch für Percy Gothein, Vincent Weijand und die bei einem Badeunfall im August 1945 ertrunkene Liselotte Brinitzer. Die in dem Band enthaltenen Gedichte „ergaben ein dreifaches Memorial, erfüllt von religiöser Ergebenheit“. Unter Bezug auf Brinitzers Tod urteilt dagegen Joke Haverkorn weitaus kritischer über dieses Buch: „Normalerweise begräbt man solch eine Tote – Frommel hingegen hat sie zu einer Kultbegründerin gemacht. So wie Percy Gothein und Vincent Weyand, die von den Nazis umgebracht wurden – den Castrum-Mythos nach 1945 stützte er auf diese drei Toten.“ Diese „Kultbegründung“ oder auch Instrumentalisierung für einen neuen Kult beschreibt Haverkorn an anderer Stelle als Folge des Gedenkbuches und der darin insbesondere Liselotte Brinitzer zugewiesenen Rolle. „Im Gedenkbuch, das 1945 erschien, wird ihrer durch Text und Gedichte gedacht. Und sie wird dort als einer der drei Ecksteine dargestellt, auf denen das Castrum-Peregrini-Gebäude, W.’s Traumgebilde einer Freundesgesellschaft, ruhen sollte. Die beiden anderen wichtigen Persönlichkeiten sind Percy Gothein und Vincent Weyand.“ Für Anaïs Van Ertvelde wurde mit diesem Gedenkbuch der Grundstein für die Gründung der Zeitschrift Castrum Peregrini gelegt.
Percy Gotheins Grabmal befindet sich auf dem Heidelberger Bergfriedhof.

## Veröffentlichungen
Autor
- Die antiken Reminiszenzen in den Chansons de Geste. In: Zeitschrift für französische Sprache und Litteratur. 50, 1927, ISSN 0044-2747, S. 39–84 (digizeitschriften.de).
- Francesco Barbaro. Früh-Humanismus und Staatskunst in Venedig. Die Runde, Berlin 1932, urn:nbn:de:s2w-6320.
- Zaccaria Trevisan il vecchio. La vita e l’ambiente. La Reale Deputazione Editrice, Venezia 1942, urn:nbn:de:s2w-6333.
- Zacharias Trevisan – Leben und Umkreis. Pantheon, Amsterdam 1944.
- Peter Uri (d. i. Percy Gothein): Tyrannis. Scene aus altgriechischer Stadt. Aus dem Griechischen. Pegasos, o. O. 1939 [in Wirklichkeit: Pantheon, Amsterdam 1944], urn:nbn:de:s2w-5891.
- Die Gedichte. In: Castrum Peregrini [Gedenkschrift]. Amsterdam 1945, S. 9–47.
- Begegnungen mit dem Dichter. Aus einem Erinnerungsbuch. Castrum Peregrini Presse, Amsterdam 1953.

Übersetzer
- Francesco Barbaro: Das Buch von der Ehe (De re uxoria). Deutsch von Percy Gothein. Die Runde, Berlin 1933, urn:nbn:de:s2w-6179.

Briefe
von bzw. an Percy Gothein befinden sich im Letterkundig Museum, Den Haag; Stefan George-Archiv, Stuttgart; Deutsches Literaturarchiv, Marbach.